# Fleshless
Fleshless je česká grindcore/deathmetalová kapela založená v roce 1990 ve městě Děčín původně pod názvem Zvrator (pod nímž vyšla dvě dema a jedno EP). Název Fleshless nese od roku 1993.

## Historie

### Počátky do roku 2000
Kapela odehrála množství koncertů včetně tour v Jižní Americe. V roce 1994 předskakovala americké skupině Cannibal Corpse.
Roku 1996 vzniklo split nahrávka Free Off Pain / Fake společně s rakouskou kapelou Mastic Scum. Původně mělo jít o sampler (výběr) firmy Ohne Maulkorb Productions, kde mělo být více kapel, některé ale odřekly a tak vzniklo splitko.
V roce 1999 vyšlo první studiové album s názvem Grindgod. Obaly kreslil ústecký akademik Jiří Lhota, mj. autor loga ústecké blackmetalové kapely Unclean.

### 2015–2020
Po třech letech od studiového alba Devoured Beyond Recognition (2015) se Fleshless vrátili do studia k nahrání své deváté desky Doomed. Deska navazuje na poslední studiový počin, EP Dethroned in Shadows nahrané v roce 2017 v severočeském studiu The Barn pod vedením hudebního producenta, zvukového inženýra, hudebníka a leadera skupiny Mean Messiah Dana Frimla. Nahrávání Doomed začalo 31. srpna 2018 opět ve studiu The Barn. Své desky zde nahrávali kapely jako Tortharry, Mean Messiah, Smashing Dumplings nebo Dilligence.
Doomed vyšlo jako klasické CD a LP pod hlavičkou německého vydavatelství Rotten Roll Rex zastupující např. skupiny Haemorrhage, Spasm nebo Gutalax. Desku opět otextoval Tomáš „Chymus“ Hanzl (Antigod, ex-Isacaarum, ex-Ahumado Granujo). Hlavní grafický motiv desky namaloval indonéský ilustrátor Rudi Yanto (Gorgingsuicide Art) a o finální grafickou úpravu a fotografie se postarala Renáta „Renhule“ Valeš (ex-Felisha).
Do současné chvíle Fleshless koncertovali bezmála na tisíci koncertech a festivalech napříč třemi kontinenty. Nechyběla ani turné po Jižní a Severní Americe či Evropě. Dne 18. března 2020 Fleshless vydali svůj druhý oficiální videoklip a první k albu Doomed.

### 2021–současnost
Na konci roku 2021 Fleshless připravuje materiál na již desátou studiovou desku Kingdom of the Liars a taky hlásí změnu na postu bubeníka. Po jednadvaceti letech od nich odchází bubeník Vitys. Na bubenické stoličce jej nahradil Ondra D.I.E.
Do současné chvíle Fleshless koncertovali bezmála na tisíci koncertech a festivalech napříč třemi kontinenty. Nechyběla ani turné po Jižní a Severní Americe či Evropě. Skupina přežila i nekoncertní období v roce 2020 a 2021. Rok 2022 se pomalu vrátil do starých kolejí a Fleshless začíná koncertovat po České republice a vyráží i do zahraničí.
V roce 2023 slaví Fleshless 30 let na scéně. Vyvrcholení proběhlo  na domovském festivalu NTEY DF v Srbské Kamenici, kde natočili i live záznam 30 years of Fleshless on NTEY Deathfest 2023 !!!
Rok 2024 se ponese v duchu výročí prvního významného počinu Fleshless, a to dema Grinding. Speciální set připravuje kapela na NTEY DF 2024 a OEF 2024.

## Diskografie

Fleshless v roce 2018

### Zvrator
Dema
- Totální masakr (1991)
- Hnijící embryo (1992)

EP
- Asphyxiation (1992)

### Fleshless
Dema
- Stench of Rotting Heads (1993)
- Grinding (1994)

Studiová alba
- Grindgod (1999)
- Abhorrence of Cadaveric (2000)
- Nice to Eat You (2001)
- Sensual Death Immitation (2003)
- To Kill for Skin (2005)
- Hate Is Born (2008)
- Slaves of the God Machine (2011)
- Devoured Beyond Recognition (2015)
- Doomed (2018)

EP
- Dethroned of Shadows (2017)
- Kingdom of the Liars (2022)

Split nahrávky
- Free Off Pain / Fake (1996) – split CD společně s Rakušany Mastic Scum
- Fleshless / No Time to Waste (2006) – split audiokazeta společně s českou kapelou Disfigured